# Rajoleria Cadamont
Rajoleria Cadamont és una obra de Sant Miquel de Campmajor (Pla de l'Estany) inclosa a l'Inventari del Patrimoni Arquitectònic de Catalunya.

## Descripció
Rajoleria construïda amb carreus irregulars i parcialment coberta de vegetació. Degut al seu mal estat de conservació, només es conserven alguns murs i les dues boques del forn, que són petites obertures adovellades a la part inferior d'un dels murs.